# Rhyncholestes raphanurus
Rhyncholestes raphanurus é uma espécie de marsupial da família Caenolestidae. É a única espécie do gênero Rhyncholestes. Pode ser encontrado no centro-sul do Chile, incluindo a ilha de Chiloé, e recentemente foi capturado um exemplar na Argentina.
Duas subespécies são reconhecidas: a nominal e a R. r. continentalis. Bublitz, em 1987, considerou a continentalis como uma espécie distinta, entretanto, ela foi sinonimizada com a raphanurus, e considerada uma subespécie por Gardner (2005).